# Ferrotorryweiserita
La ferrotorryweiserita és un mineral de la classe dels sulfurs que pertany al grup de la kuvaevita.

## Característiques
La ferrotorryweiserita és un sulfur de fórmula química Rh₅Fe10S16. Va ser aprovada com a espècie vàlida per l'Associació Mineralògica Internacional l'any 2021, sent publicada per primera vegada poc temps després. Cristal·litza en el sistema trigonal. És l'anàleg ferro de la torryweiserita.
L'exemplar que va servir per a determinar l'espècie, el que es coneix com a material tipus, es troba conservat a les col·leccions del Museu geològic de Sibèria Central, a Novosibirsk (Rússia), amb el número de catàleg: iii‐105/1.

## Formació i jaciments
És una espècie d'etapa tardana formada a partir de petites quantitats d'una fosa residual. Cristal·litza a partir d'aliatges amb osmi i iridi dominants. Va ser descoberta al placer del riu Ko, al krai de Krasnoiarsk (Rússia), on es troba com a grans petits inferiors a 20 μm. També ha estat descrita al riu Miass, a l'óblast de Txeliàbinsk, també a Rússia, a Gimbi (Etiòpia), i a dos indrets del Canadà: el dipòsit de Marathon, a Ontario, i el riu Tulameen, a la Colúmbia Britànica.